# Paolo De Ceglie
Paolo De Ceglie (ur. 17 września 1986 w Aoście) – włoski piłkarz występujący na pozycji pomocnika we francuskim klubie Olympique Marsylia, do którego jest wypożyczony z Juventusu.

## Kariera klubowa
Ojciec De Ceglie był trenerem piłkarskim i pracował w lokalnym zespole Valle d’ Aosta. Paolo trenował w nim od piątego roku życia i po dziesięciu latach trafił do szkółki juniorów Juventusu. Razem z nowym klubem występował w rozgrywkach Primavery oraz Młodzieżowego Pucharu Włoch. W 2006 roku piłkarz strzelił hat-tricka w zwycięskim 5:1 pojedynku Superpucharu Primavery z Interem Mediolan. W sezonie 2005/2006 zdobył młodzieżowe mistrzostwo Włoch.
W 2006 roku włoski zawodnik razem z Claudio Marchisio i Sebastianem Giovinco został włączony do dorosłej kadry Juventusu. W seniorskim zespole zadebiutował 6 listopada w zremisowanym 1:1 meczu Serie B z SSC Napoli, kiedy to w 56. minucie zmienił Nicolę Legrottaglie. 25 listopada De Ceglie strzelił pierwszą bramkę w karierze podczas zwycięskiego 4:1 spotkania przeciwko US Lecce. Łącznie w sezonie 2006/2007 wystąpił w siedmiu pojedynkach drugiej ligi i razem ze swoją drużyną wywalczył awans do Serie A.
20 czerwca 2007 roku De Ceglie na zasadzie współwłasności trafił do Sieny. 26 sierpnia w przegranym 1:2 meczu z Sampdorią zadebiutował w rozgrywkach Serie A. Łącznie w sezonie 2007/2008 wystąpił w 29 ligowych spotkaniach, w tym 24 w podstawowym składzie i strzelił dwie bramki. Siena w końcowej tabeli zajęła trzynaste miejsce, natomiast z Pucharu Włoch została wyeliminowana w trzeciej rundzie eliminacyjnej przez Cagliari Calcio.
Po zakończeniu rozgrywek, 9 czerwca 2008 roku Włoch powrócił do Juventusu. 18 grudnia, cztery dni po wygranej z 4:2 z Milanem działacze klubu zaoferowali De Ceglie podpisanie nowego kontraktu obowiązującego do 2013 roku. Gracz zaakceptował warunki nowej umowy, na mocy której zarabia obecnie 450 tysięcy euro na sezon. 4 lutego 2009 roku w meczu Pucharu Włoch przeciwko SSC Napoli De Ceglie złamał dwa żebra i nabawił się odmy opłucnowej, w wyniku czego do gry powrócił dopiero w połowie kwietnia. W sezonie 2008/2009 Juventus wywalczył wicemistrzostwo kraju. Włoski piłkarz wystąpił w 19 ligowych spotkaniach, w tym 11 w wyjściowej jedenastce.

## Kariera reprezentacyjna
De Ceglie ma za sobą występy w młodzieżowych reprezentacjach Włoch. Grał w drużynach do lat 19 i do lat 20, a obecnie jest zawodnikiem zespołu do lat 21. W 2008 roku znalazł się w kadrze Pierluigiego Casiraghiego na Igrzyska Olimpijskie w Pekinie. Na turnieju piłkarskim Włosi w ćwierćfinale przegrali z Belgią 2:3 i zostali wyeliminowani z olimpiady. De Ceglie wystąpił we wszystkich czterech spotkaniach swojej reprezentacji. W 2009 roku piłkarz znalazł się w 23-osobowym zespole powołanym na mistrzostwa Europy do lat 21.

## Osiągnięcia
Juventus F.C.'
- Mistrzostwo Włoch: 2012